# Protobothrops mucrosquamatus
Rắn lục cườm (Protobothrops mucrosquamatus) là một loài rắn trong họ Rắn lục. Loài này được Cantor mô tả khoa học đầu tiên năm 1839.